# Тохтіно
То́хтіно (рос. Тохтино) — село у складі Орловського району Кіровської області, Росія. Входить до складу Орловського сільського поселення.
Населення становить 385 осіб (2010, 465 у 2002).
Національний склад станом на 2002 рік — росіяни 98 %.